# Lepoještěr pestrý
Lepoještěr pestrý, česky také lepoještěr měnivý (Calotes versicolor), je druh plaza z čeledi agamovití (Agamidae).

## Výskyt
Lepoještěr pestrý je široce rozšířen především v jižní a jihovýchodní Asii. Areál výskytu sahá ve směru od východu na západ od jihovýchodní Číny do jihovýchodního Íránu, směrem jižně se táhne přes Indočínu a Malajský poloostrov až po Sumatru. Na řadu bližších i vzdálenějších míst byl tento ještěr zjevně i zavlečen, včetně Bornea, Jávy, Sulawesi, Malediv, Andaman, Chaj-nanu, Singapuru, Maskarén, Seychel, ba dokonce i Floridy, Ománu a Keni. V některých případech může být obtížné odlišit nepůvodní subpopulace od subpopulací původních; například íránská populace z východního Balúčistánu sem mohla být zavlečena někdy v průběhu starověku.
Lepoještěr pestrý nicméně ve skutečnosti představuje spíše druhový komplex, tj. skupinu blízce si příbuzných a morfologicky podobných druhů, jež by však měly vystupovat jako samostatné. Na základě molekulárně-fylogenetické studie z roku 2021 se tak C. versicolor sensu stricto vyskytuje pouze v částech jižní a východní Indie, ačkoli mohl být zavlečen do jiných částí světa.
Mezinárodní svaz ochrany přírody (IUCN), jenž k roku 2021 stále zastává původní podobu jednoho druhu, hodnotí lepoještěra pestrého jako málo dotčený druh.

## Popis
Velikost těla činí asi 10 cm, značně dlouhý ocas však celkovou velikost těla prodlužuje až téměř k 40 cm. Tělo je robustní, zploštělé, s poměrně mohutnou hlavou (zvlášť v případě samců). Rozlišovacími znaky jsou přítomnost dvou oddělených ostnů nad bubínkem a chybějící záhyb kůže v oblasti ramen. Šíji a záda porůstá ostnatý hřeben. Zbarvení těla je poměrně proměnlivé, na což poukazuje už druhové jméno versicolor.

## Chování

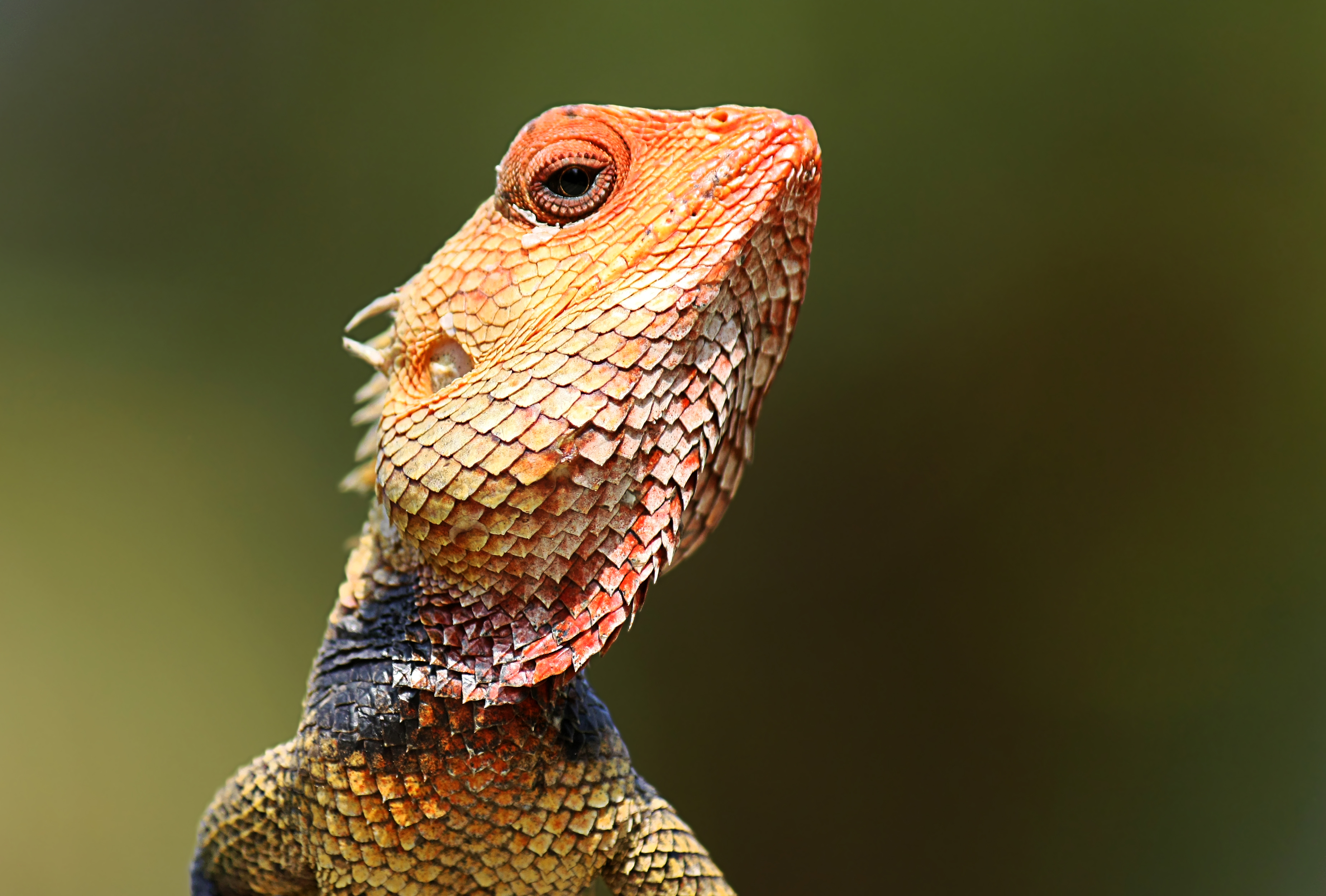
Detail hlavy

Lepoještěr pestrý žije především na lesních okrajích tropických a subtropických oblastí, a to až do nadmořské výšky asi 3 000 m. Jde o značně přizpůsobivé zvíře, které se hojně vyskytuje i na plantážích, v parcích a zahradách, v městské zástavbě a jiných pozměněných stanovištích. Živí se hmyzem a malými obratlovci, včetně dalších druhů ještěrů. Samice klade několik snůšek podlouhlých vajíček, jež zahrabává do vlhké půdy. Ve velikosti snůšek se mohou objevovat odchylky v závislosti na obývaném areálu, v západním Pákistánu činí 7–19, v jižní Indii 6–9 a v severní Indii až 23 vajíček. Inkubační doba trvá 42–67 dní, vývoj mláďat je poměrně rychlý a do jednoho roku mohou dosáhnout dospělé velikosti. Samcům se v období páření přebarvuje hrdlo do červena a černa.